# Curlandia
La Curlandia (in lettone Kurzeme; in livone Kurāmō; in tedesco Kurland; in polacco Kurlandia; in latino Curonia o anche Couronia) è una regione storica dell'area baltica compresa nell'attuale territorio della Lettonia. Fu un possesso dell'Ordine teutonico, che poi entrò a far parte della Confederazione della Livonia (circa 1200–1560); in seguito fu un ducato all'interno della Confederazione polacco-lituana (1560–1794) e successivamente una gubernija dell'Impero russo (1795–1918).

## Geografia e clima
Il confine nord-orientale della Curlandia (con la Semigallia) era delimitato dal fiume Daugava (Dvina), che la separava dai distretti della Letgallia (che ai tempi dell'impero russo era parte del governatorato di Vitebsk) e dalla Livonia. A nord era delimitata dal golfo di Riga, a ovest dal mar Baltico e a sud confinava con la Prussia orientale (provincia della Prussia) e con il governatorato di Kovno.
La superficie è pari a circa 27286 km², dei quali 262 sono acque interne. Il territorio è pianeggiante con lievi ondulazioni e le coste sono pianeggianti e paludose; l'interno è costituito da colline coperte di foreste con numerose aree umide e laghi. L'altitudine non supera i 213 m s.l.m.
La pianura di Jelgava (Mitau) divide il territorio in due parti:
- quella occidentale, fertile e densamente abitata eccetto a nord;
- quella orientale meno fertile e meno popolata.

Oltre un centinaio di fiumi ne attraversano il territorio ma solo tre di questi — la Daugava, il Lielupe (Aa) e il Venta (Windau) — sono navigabili, tutti scorrono verso nord-ovest e sfociano nel mar Baltico. Il territorio è caratterizzato dalla presenza di numerosi laghi e aree umide. Il clima è variabile, spesso nebbioso e con inverni rigidi.
L'occupazione principale della popolazione, in passato, era l'agricoltura e le colture principali erano segale, orzo, avena, grano, lino e patata.
La cartina contiene numerosi errori da correggere.

## Popolazione
La popolazione era di 619 154 abitanti nel 1870; 674.437 nel 1897, di cui 345.756 donne; 714.200 (stima) nel 1906. Il 79% della popolazione era di etnia lettone, l'8,75% tedeschi, l'1,7% russi, e un 1% rispettivamente di polacchi e di lituani. Vi era inoltre un 8% di ebrei e alcuni livoni.
I capoluoghi dei 10 distretti erano Jelgava (Mitau) che era la capitale (35011 abitanti nel 1897), Bauska (6543), Jaunjelgava (Friedrichstadt) (5223), Kuldīga (Goldingen) (9733), Grobiņa (1489), Aizpute (Hasenpoth) (3338), Ilūkste (Illuxt) (2340), Talsi (Talsen) (6215), Tukums (Tuckum) (7542) e Ventspils (Windau) (7132).
Il 75% della popolazione era luterano, il resto era ortodosso o cattolico.

## Storia
In tempi antichi era abitata dai Curi, una tribù baltica che nella prima parte del XIII secolo furono convertiti al cristianesimo dai Cavalieri portaspada, un ordine monastico militare tedesco. Nel 1237, in seguito alla fusione fra i due ordini, l'area passò sotto il controllo dell'Ordine teutonico: a quell'epoca la Curlandia comprendeva anche il ducato di Semigallia.

### Il ducato di Curlandia e Semigallia

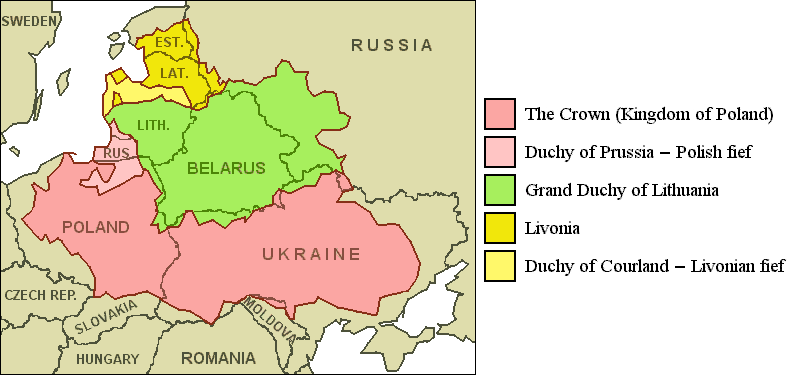
Mappa dell'area baltica nel 1619.

Nel 1651 il ducato di Curlandia e Semigallia prese possesso della sua prima colonia in Africa: l'isola di Sant'Andrea, sul fiume Gambia, dove venne fondato il forte Giacobbe. La colonia esportava avorio, oro, pelli e spezie. Poco più tardi, nel 1652, i curlandesi stabilirono una nuova colonia nell'isola caraibica di Tobago, da dove esportavano zucchero, tabacco, caffè e spezie.

### Seconda guerra mondiale
Il gruppo d'armate Curlandia (tedesco: Heeresgruppe Kurland) si riferisce ad un raggruppamento operativo della Wehrmacht, costituito durante la seconda guerra mondiale con le divisioni tedesche accerchiate dall'Armata Rossa in questa regione geografica nel corso dell'offensiva del Baltico.
Durante la controffensiva sovietica dell'inverno 1944/45, mentre le armate centrali e meridionali erano sul punto di crollare, quelle settentrionali (Gruppo d'armate Nord) avevano mantenuto saldamente le posizioni in Estonia, Lettonia e Lituania. Nonostante ciò, il 24 novembre 1944 le truppe sovietiche aggirarono le armate tedesche in Curlandia, raggiungendo la città di Memel (allora al confine estremo della Prussia Orientale). Questo comportò l'isolamento di tre intere armate. Hitler, due mesi dopo, cambiò loro nome in "Gruppo d'armate Curlandia"; era un altro modo per dire che le truppe ivi bloccate erano abbandonate a sé stesse. I tedeschi resistettero per sei mesi, organizzarono una tenace difesa contro successive e sanguinose offensive sovietiche ma con la resa di Berlino e l'esaurimento delle scorte alimentari e belliche si arresero il 4 maggio 1945 al comando del generale Hilpert.